# 拂曉

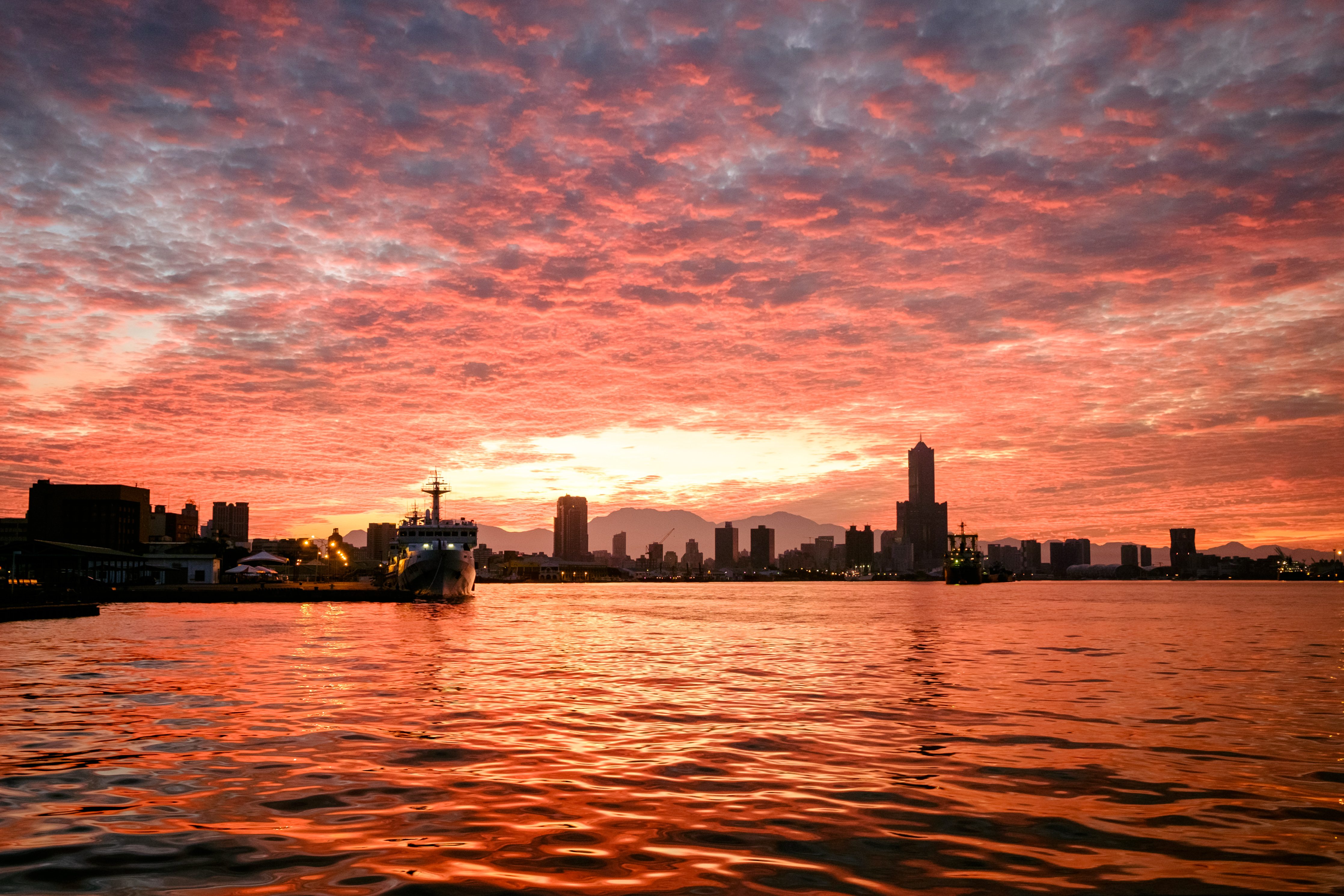
臺灣高雄港的黎明景色。

美國加州的拂曉景色。

拂曉，又称黎明，古稱昧爽，指早晨在日出之前的太陽已在地平線下6度以上，天將曉而尚暗之時段，日常定義是物體已經能夠被辨識，而且戶外活動也可以開始進行的時段。
航海拂晓是日出之前太陽仍在地平線下12度的時段。航海拂晓的定義是陽光僅足以辨識物體。
天文拂晓是黎明之前，太陽仍在地平線下18度的時段。天文拂晓的定義是陽光開始滲入天空的時刻，在這之前的天空仍是完全黑暗的。
拂晓不會與日出混淆，那是太陽的邊緣剛剛從地平線露出來的時刻，叫做破曉。
在西方的民俗學者認為這是惡魔、精靈、鬼魂和魔鬼等不祥之物，甚至撒但都會消失在曙光之中，因為這些來自黑暗的生物憎恨光線，特別是來自太陽的光，在基督徒之前的凱爾特人也有相同的信仰。
傳統上的拂晓是指白色的細絲能夠在黑色的細絲中被分辨出來的時間點。

## 人类文化
- 新的黎明，贝宁国歌
- 赤色黎明，美国电影